# 埃塞俄比亚人民民主共和国
埃塞俄比亚人民民主共和国（羅馬化：ye-Ītyōṗṗyā Həzbāwī Dīmōkrāsīyāwī Rīpeblīk）是一个存在于1987年－1991年的国家。1987年2月22日，埃塞俄比亚颁布新宪法，定国名为“埃塞俄比亚人民民主共和国”，并解散原来的社会主义埃塞俄比亚临时军政府。埃塞俄比亚人民民主共和国成立时，名义上是一个社会主义国家，由埃塞俄比亚工人党执政，实际上是由门格斯图·海尔·马里亚姆（埃塞俄比亚总统、埃塞俄比亚工人党总书记）实行独裁统治 。1990年，受苏东剧变影响，门格斯图政权宣布放弃社会主义制度，埃塞俄比亚工人党也改名为埃塞俄比亚民主团结党并放弃马克思主义意识形态。1991年5月28日，霍查派领导的埃塞俄比亚人民革命民主阵线武装推翻门格斯图政权，成立埃塞俄比亚过渡政府，埃塞俄比亚人民民主共和国不复存在。